# John Grant Chapman
John Grant Chapman (ur. 5 lipca 1798, zm. 10 grudnia 1856) – amerykański prawnik i polityk związany z Partią Wigów. W latach 1845–1849 przez dwie kadencje Kongresu Stanów Zjednoczonych był przedstawicielem pierwszego okręgu wyborczego w stanie Maryland w Izbie Reprezentantów Stanów Zjednoczonych.
Jego syn, Andrew Grant Chapman, także reprezentował stan Maryland w Izbie Reprezentantów Stanów Zjednoczonych.